# Cessna Citation
Citation ist eine Familie zweistrahliger Geschäftsreiseflugzeuge des US-amerikanischen Herstellers Textron Aviation (früher Cessna). Die Flugzeuge sind 12 bis 23 Meter lang und bilden neben der Learjet-Reihe die erfolgreichste Flugzeugfamilie ihrer Klasse.

## Entwicklung

### Erste Generation

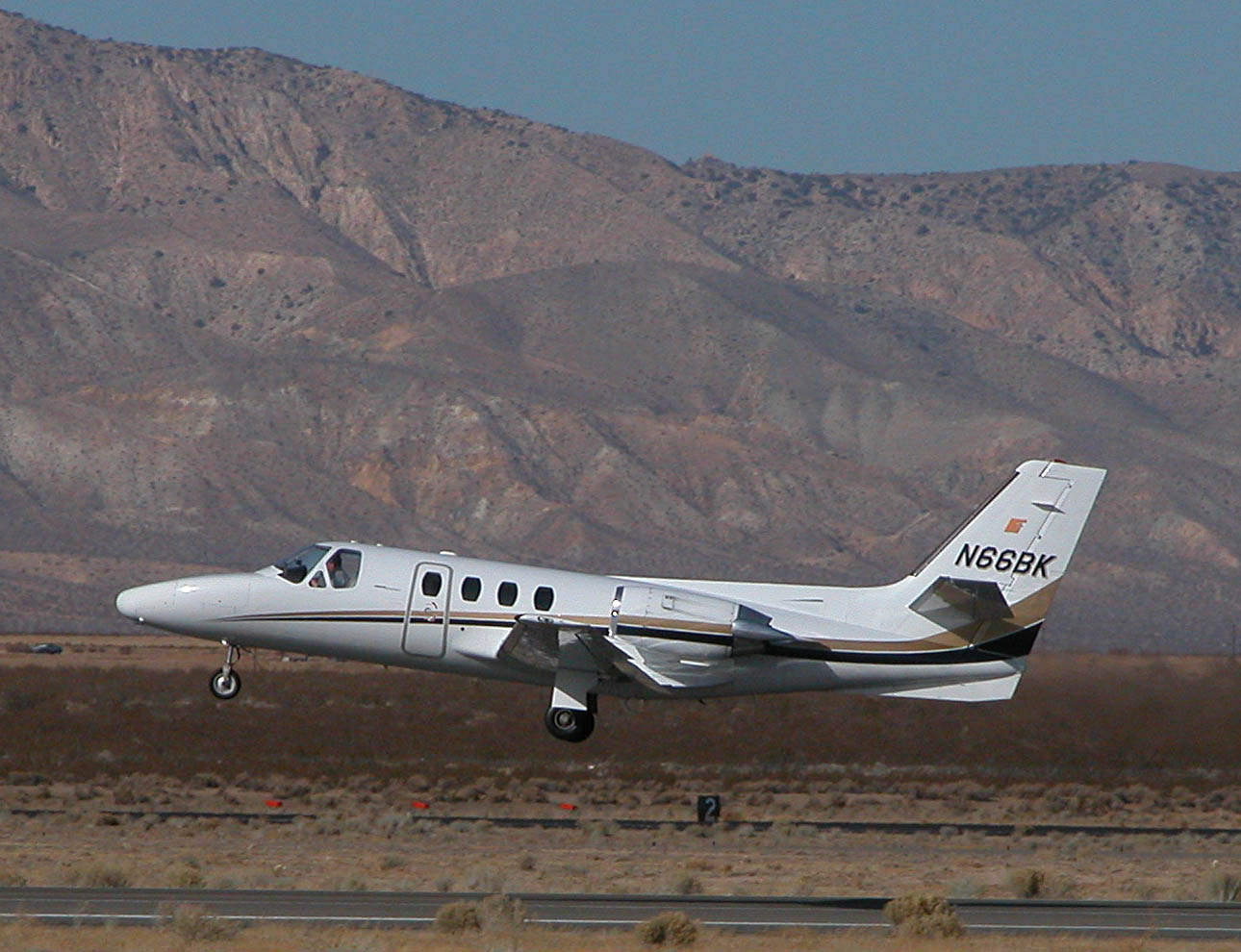
Cessna Citation I

Cessna verfolgte das Ziel, einen Jet zu konzipieren, der sowohl geringe Betriebs- und Baukosten aufweisen als auch sicher und leicht zu handhaben sein sollte. Zudem sollte er auch kleinere Flughäfen erreichen können und so mit kleineren Propellermaschinen konkurrieren. Cessna entwickelte ein Flugzeug mit Druckkabine, einziehbarem Bugradfahrwerk und ungepfeilten Tragflächen. Die Triebwerke waren seitlich am Heck montiert und die Höhenflosse lag über dem Triebwerksstrahl. Es entstand der FanJet 500, dessen Attrappe 1968 vorgestellt wurde. Der Erstflug mit einer gegenüber dem Ausgangsentwurf verlängerten Maschine fand am 15. September 1969 mit dem von einem Rennpferd abgeleiteten Namen Citation statt. Eine Musterzulassung erfolgte 1971 nach einer Änderung der Triebwerksposition und einer Verlängerung des Rumpfes. Der Zulassung, die bereits auf die Bezeichnung Cessna Citation 500 lief, folgte 1972 die erste Auslieferung.
1976 brachte Cessna die Citation I auf den Markt, die sich durch ein erhöhtes maximales Abfluggewicht, eine größere Reichweite, verlängerte Tragflächen und eine Schubumkehr auszeichnete. Zudem wurden die Triebwerke überarbeitet und ab 1977 die Citation I/SP (Modell 501) angeboten, deren größte Neuerung die Single Pilot Certification war, was bedeutet, dass sie auch von nur einem Piloten geflogen werden durfte.
Im März 1978 folgte eine verlängerte Variante der Citation I, die Citation II (Modell 550), die mit den verbesserten Pratt & Whitney-JT15D-4-Triebwerken ausgerüstet war, die 1,3 kN mehr Schub hatten. Sie war seit der Markteinführung als SP-Version verfügbar. Von der Citation I wurden insgesamt knapp 700 Stück produziert und ausgeliefert. 1984 wurde die Citation II durch die überarbeiteten Variante Citation S/II (Modell S-550) ersetzte, welche wiederum 1997 von der leistungsfähigeren Citation Bravo abgelöst wurde.
1987 begann die Entwicklung der Cessna Citation V (Modell 560), die im August desselben Jahres ihren Erstflug absolvierte und 1989 zum ersten Mal ausgeliefert wurde. Bis zur Ablösung 1994 wurden insgesamt 262 Cessna Citation V produziert und ausgeliefert.
Nachfolger war die Citation Ultra, die 1994 erstmals ausgeliefert wurde und durch die neuen Pratt & Whitney Canada JT15D-5D-Triebwerke eine höhere Reichweite hatte und wesentlich wirtschaftlicher war. Insgesamt baute Cessna 340 Flugzeuge dieses Musters.
Mit der Citation Encore erhöhte Cessna erneut die Reichweite durch die Verwendung der neu entwickelten Pratt & Whitney-PW530A-Triebwerke. Die Zulassung erhielt das Flugzeug im April 2000, abgelöst durch die Citation Encore+ wurde es Anfang 2007. Diese Überarbeitung zeichnet sich vor allem durch eine überarbeitete Avionik und ein FADEC-System sowie erneute Veränderung an den Triebwerken (PW535B) aus.

### Zweite Generation

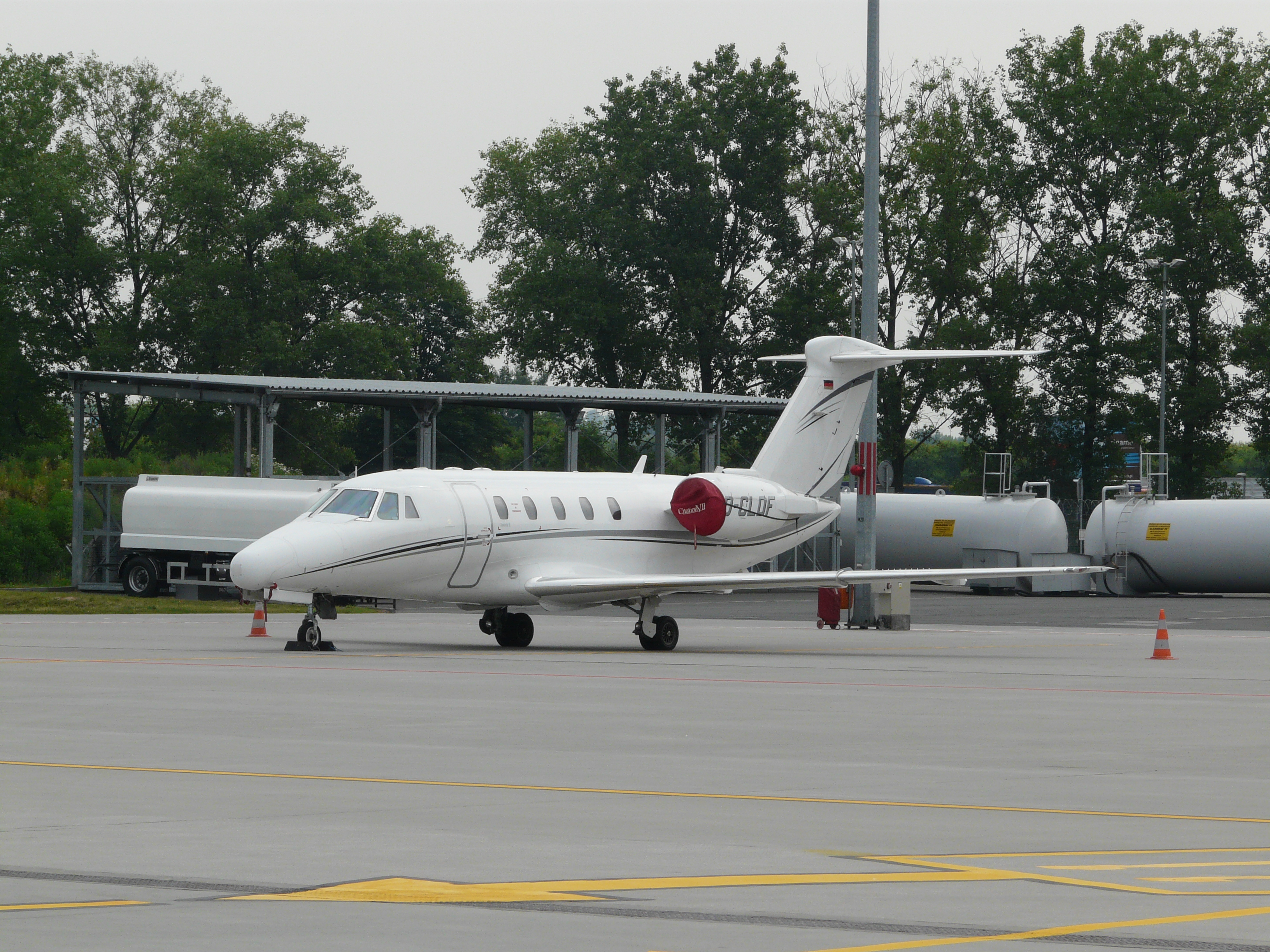
Cessna Citation VII

Mit der Citation III (Modell 650) stellte Cessna 1979 ein komplett neues Flugzeug vor. Die größten Unterschiede waren eine 25°-Flügelpfeilung und ein T-Leitwerk. Der Erstflug erfolgte am 30. Mai 1979, die erste Auslieferung 1983. Durch zwei Turbofantriebwerke des Modells Honeywell TFE731 konnten eine maximale Reisegeschwindigkeit von 0,81 Mach und eine Dienstgipfelhöhe von 15.500 Metern (51.000 ft) erreicht werden. Die Citation III konnte bis zu 13 Passagiere befördern, war aber meist für 7 bis 9 Personen konzipiert. Bis zur Ablösung 1992 wurden 202 Maschinen dieses Typs gebaut.
1989 kündigte Cessna eine überarbeitete Variante der Citation III an, die Citation IV. Dieses Modell sollte sich durch größere Treibstofftanks und eine kürzere Start-Lande-Distanz auszeichnen. Allerdings wurde die Entwicklung eingestellt, noch bevor der erste Prototyp gebaut war.
Stattdessen brachte Cessna 1992 zwei neue Flugzeuge auf den Markt:
Die Citation VI und die Citation VII. Beide Maschinen absolvierten ihren Erstflug 1991, allerdings wurde die Produktion der Citation VI im Mai 1995 nach gerade einmal 39 gebauten Maschinen eingestellt. Die Citation VII hingegen überzeugte mit einer wesentlichen Erhöhung der Reichweite durch überarbeitete Triebwerke. Hierdurch wurde auch das Problem der Witterungsabhängigkeit bei heißem Wetter durch die Dichtehöhe gelöst, das bei der Citation III häufig zu Problemen geführt hatte. Innerhalb eines neun Jahre langen Produktionszeitraums wurden 119 Flugzeuge dieses Typen gebaut und ausgeliefert.
Im Oktober 1994 wurde die Cessna Citation Excel (Modell 560XL) vorgestellt. Der Prototyp flog am 29. Februar 1996 zum ersten Mal und die erste Maschine wurde kurz nach der Zulassung im April 1998 an ihren Käufer übergeben. Der Rumpf stammt von der Citation III und wurde auch bei den Varianten VI, VII und X verwendet.
Die aktuelle Marktversion, Citation XLS+, wurde am 30. Mai 2008 zugelassen und Ende September desselben Jahres zum ersten Mal in Amerika ausgeliefert. Gegenüber ihrem Vorgänger, der Citation XLS, hat die XLS+ eine überarbeitete Avionik und verbesserte Triebwerke. Zudem kam auch hier, wie auch bei der Citation Encore+, ein FADEC-System zum Einsatz.
Bis dato wurden mehr als 200 Cessna Citation Excel, XLS und XLS+ gebaut und ausgeliefert. Für die XLS+ liegen 225 Bestellungen vor.

### Dritte Generation

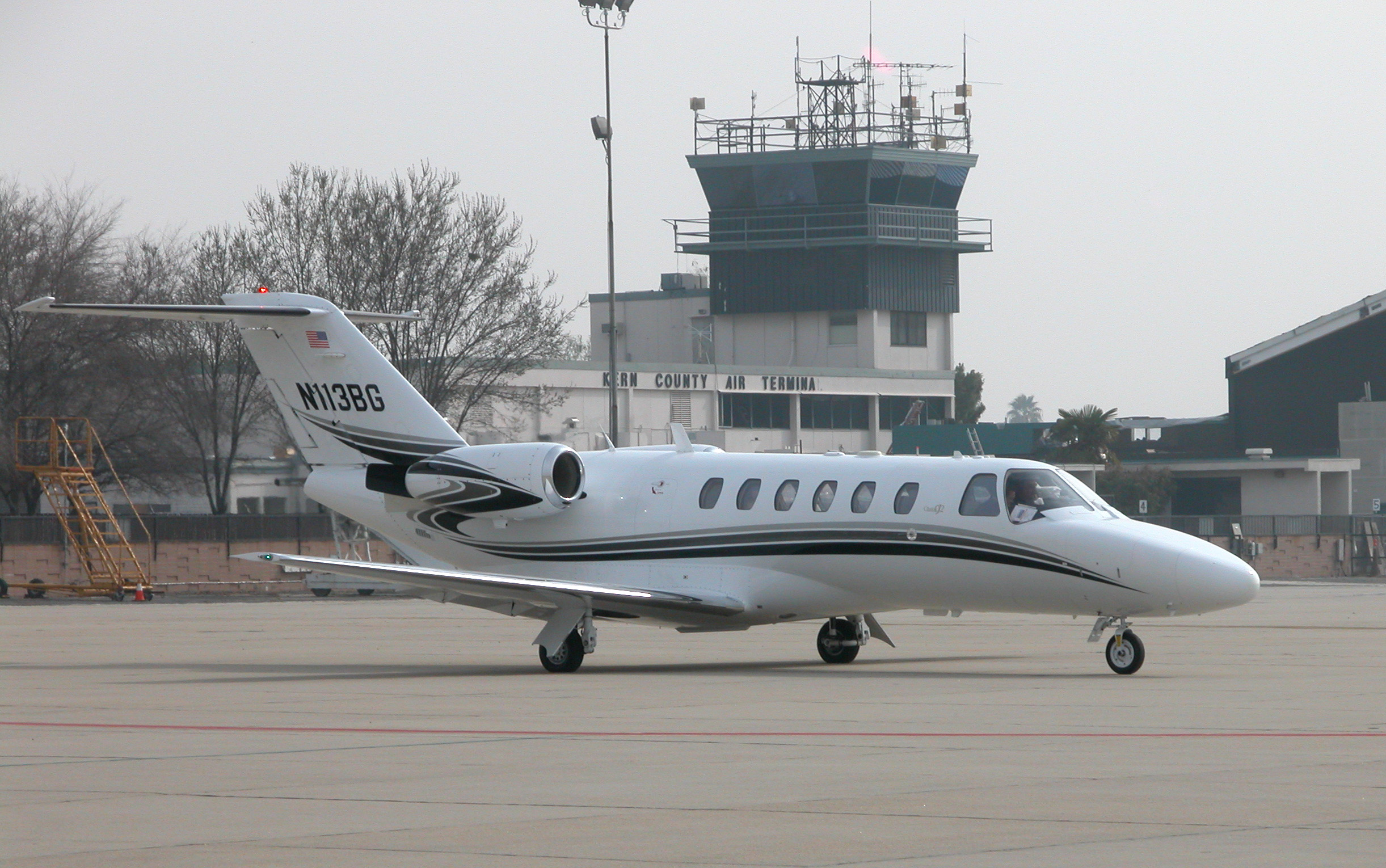
Cessna Citation CJ2

1989 stellte Cessna den Nachfolger der Citation I vor, den CitationJet (Modell 525). Der Erstflug fand am 29. April 1991 statt. Es folgten die Zulassung am 16. Oktober 1992 und die erste Auslieferung im März 1993.
1998 ersetzte Cessna den CitationJet durch die CJ1 und die verlängerte Version CJ2. Beide Versionen sind wesentliche effizienter und mit einer neuen Elektronik ausgestattet. Im April 2006 wurden beide durch die Versionen CJ1+ und CJ2+ ersetzt, wobei bei der CJ2 nicht nur die Avionik verbessert wurde, sondern auch die Reichweite gesteigert.
Im September 2002 gab Cessna die Entwicklung einer erneut verlängerten Variante unter dem Namen CJ3 bekannt. Ihr Erstflug war am 17. April 2003, die Markteinführung im Dezember 2004. Für 2010 ist die Markteinführung der CJ4 geplant, die ihren Erstflug am 5. Mai 2008 absolvierte. Auch sie stellt eine Verlängerung des Vorgängers dar. Sämtliche Flugzeuge dieser Generation dürfen von einem Piloten geflogen werden.

### Vierte Generation
Als Cessna in den 1970er-Jahren seine ersten Flugzeuge auf den Markt brachte, galten die Maschinen als komfortabel und praktisch, auch wegen ihrer geringen Start- und Lande-Strecke, weswegen sie auch auf kleinen Flugplätzen starten und landen können. Mit dem Lauf der Zeit kam allerdings das Image der langsamen Jets auf, da die Flugzeuge im Vergleich zum Konkurrenten Learjet bis zu 100 km/h langsamer flogen. Um dem entgegenzuwirken, stellte Cessna im Oktober 1990 in New Orleans ein neues Flugzeug vor, das auf dem Rumpf der Citation III basierte.
Die Citation X (Modell 750) erreicht eine maximale Reisegeschwindigkeit von 972 km/h und revolutionierte damit die gesamte Sparte der Businessjets. Bis heute ist es einer der wirtschaftlich effektivsten Geschäftsreiseflieger der Welt. Nach anfänglichen Konstruktionsmängeln startete der Prototyp am 21. Dezember 1993 zum ersten Mal. Im Juni 1996 folgte die erste Auslieferung in Amerika, 1998 und 1999 die Zulassungen für Kanada und Europa. Bereits 2000 kündigte Cessna eine überarbeitete Version an, die am 1. Januar 2002 auf den Markt kam.
Basierend auf der Citation Excel wurde 1998 die Citation Sovereign (Modell 680) präsentiert. Dieser Midsize-Jet sollte die Lücke zwischen der Citation Excel und Citation X füllen. Es folgten der Erstflug am 27. Februar 2002 und die erste Auslieferung im September 2004. Seit 2013 abgelöst durch die Sovereign+, die mit anderer Avionik, höheren Start- und Landegewichten, mehr Schub und größerer Spannweite eine höhere Reichweite besitzt.
Dem aufkommenden Interesse an Very Light Jets stellte Cessna die Citation Mustang (Modell 510) entgegen. Der gerade mal 3000 kg leichte Jet verfügt über vier Sitze und kann auf Wunsch mit einem fünften ausgestattet werden. Erstflug war am 23. April 2005, erste Auslieferung am 23. November 2006.
Für 2014 war die Einführung des neuesten und größten Modells der Citation-Reihe geplant, der Cessna Citation Columbus. Obwohl der Aufsichtsrat am 23. Januar 2008 die Freigabe von 780 Millionen Dollar beschlossen hatte, wurde das Projekt im April 2009 auf Eis gelegt und im Juli 2009 komplett eingestellt. Grund hierfür waren die Finanzkrise und der daraus resultierende Nachfragerückgang. Geplant war ein Flugzeug mit einer Gesamtlänge von 23,5 Metern und einer Reichweite von 7500 Kilometern, aber einer geringeren Reisegeschwindigkeit als die Citation X. Der Erstflug war für 2011 geplant, im Oktober 2008 lagen bereits 70 Bestellungen vor. Bisher waren mehr als 50 Millionen Dollar in die Entwicklung investiert worden.

## Übersicht der Citation-Modelle
| Modell                       | Erstflug            | Indienststellung             | Produktionsende                 | Stückzahl (2015)    | Höchstabfluggewicht | Passagiere | Bild       |
| FanJet 500                   | FanJet 500          | FanJet 500                   | FanJet 500                      | FanJet 500          | FanJet 500          | FanJet 500 | FanJet 500 |
| ---------------------------- | ------------------- | ---------------------------- | ------------------------------- | ------------------- | ------------------- | ---------- | ---------- |
| Cessna Citation I (C500)     | 15.09.1969          | September 1971               | 1985                            | 377                 | 5.380 kg            | 9          |            |
| Cessna Citation I/SP (C501)  | 1977                | 25.01.1977                   | 1985                            | 312                 | 5.380 kg            | 6          |            |
| Citation II (C550)           | 31.01.1977          | April 1978                   | 1994                            | 604                 | 6.163 kg            | 13         |            |
| Citation II/SP (C551)        | 1984                | ?                            | 1989                            | 83                  | 6.850 kg            | 6          |            |
| Citation Bravo (C550)        | 25.04.1995          | Februar 1997                 | 2006                            | 336+                | 6.730 kg            | 11         |            |
| Cessna Citation III (C650)   |                     |                              |                                 |                     |                     |            |            |
| Citation III                 | 30.5.1979           | 1983                         | 1992                            | 242                 | 9.980 kg            | 13         |            |
| Citation VI                  | 1991                | 1992                         | Mai 1995                        | 242                 | 9.980 kg            | 13         |            |
| Citation VII                 | Februar 1991        | 1992                         | 2000                            | 119                 | 10.455              | 13         |            |
| Cessna Citation V (C560)     |                     |                              |                                 |                     |                     |            |            |
| Citation V                   | 18.08.1987          | April 1989                   | 1994                            | 636                 | 7.410 kg            | 11         |            |
| Citation Ultra               | ?                   | 1994                         | 1999                            | 636                 | 7.410 kg            | 11         |            |
| Citation Encore(+)           | ?                   | September 2000 (Anfang 2007) | ?                               | 636                 | 7.410 kg            | 11         |            |
| Cessna CitationJet (C525)    |                     |                              |                                 |                     |                     |            |            |
| CitationJet                  | 29. April 1991      | 30. März 1993                | 1998                            | 725                 | 5,625 kg – 7.761 kg | 6 – 10     |            |
| Citation CJ1(+)              | 1998                | 1998                         | Sommer 2011                     | 725                 | 5,625 kg – 7.761 kg | 6 – 10     |            |
| Citation CJ2(+)              | 2000                | 2000                         | 2014                            | 725                 | 5,625 kg – 7.761 kg | 6 – 10     |            |
| Citation CJ3(+)              | 17. April 2003      | Dezember 2003                | in Produktion                   | 725                 | 5,625 kg – 7.761 kg | 6 – 10     |            |
| Citation CJ4                 | 5. Mai 2008         | ?                            | in Produktion                   | 725                 | 5,625 kg – 7.761 kg | 6 – 10     |            |
| Citation M2                  | 09.03.2012          | 2013                         | in Produktion                   | 725                 | 4.853 kg            | 6          |            |
| Cessna Citation Excel (C56X) |                     |                              |                                 |                     |                     |            |            |
| Citation Excel               | 29. Februar 1996    | Juli 1998                    | 2004 (?)                        | 575                 | 9.090 kg            | 12         |            |
| Citation XLS(+)              | ?                   | Juli 2004                    | voraussichtlich 2024            |                     | 9.090 kg            | 12         |            |
| Citation Ascend              | ?                   | voraussichtlich 2025         | ?                               | ?                   | 9299 kg             | 12         |            |
| Weitere Modelle              |                     |                              |                                 |                     |                     |            |            |
| Citation X(+) (C750)         | 21.12.1993          | Juli 1996                    |                                 | 302+                | 16.410 kg           | 12         |            |
| Citation Sovereign (+)(C680) | 27.02.2002          | 2004 ab 2013 Sovereign+      | Sovereign: 339, Sovereign+: 60+ | 13.744 kg 13.959 kg | 12                  |            |            |
| Citation Mustang (C510)      | 23.4.2005           | 23.11.2006                   | 11. Mai 2017                    | 472                 | 3.930 kg            | 5          |            |
| Citation Latitude (C680A)    | 18.02.2014          | Juni 2015                    | in Produktion                   | ?                   | 13.971 kg           | 9          |            |
| Citation Longitude           | 8.10.2016           | voraussichtlich 2017         | Programmstart 2012              | ?                   | 24.947 kg           | 12         |            |
| Citation Columbus            | Projekt eingestellt | Projekt eingestellt          | Projekt eingestellt             |                     |                     | 10         |            |